# Laura González
Laura González Ospina (Cali, 22 de febrero de 1995), conocida por su nombre artístico Laura Barjum, es una modelo, actriz, presentadora y reina de belleza Colombiana. Conocida por haber sido la ganadora del Concurso Nacional de Belleza de Colombia 2017 y primera finalista del certamen Miss Universo 2017.

## Vida personal
Nació en Cali, y desde los seis meses de edad su familia la llevó a Cartagena. Cursó bachillerato en el Gimnasio Moderno de Cartagena y arte dramático en la Escuela de Formación Actoral Casa Ensamble. Habla inglés y francés. Participó en la telenovela La Cacica interpretando a Chechi (joven), actualmente se encuentra grabando la serie de Bolívar con el rol de Rosa Campuzano. Como youtuber, formó parte del Miss Club Prom. 2019, junto a Kika Nieto, Juana Valentina y Valeria Basuco. 

## Carrera

### Concurso Nacional de Belleza de Colombia 2017
Representó a Cartagena de Indias en el Concurso Nacional de Belleza de Colombia 2017 el 20 de marzo de 2017, donde obtuvo los más altos puntajes de la noche para convertirse en la sucesora de Andrea Tovar y es la segunda representante de la ciudad sede en llevarse el título tras Andrea Nocetti, ganadora en 2000.
Como parte de su misión social internacional, la Señorita Colombia Laura González viajó a Estados Unidos para participar en la Gala de Belleza 2017, del Miami Global Colombian Lions Club. Laura estuvo acompañada por la Virreina Nacional  Vanessa Pulgarín Monsalve, la Primera Princesa Yenniffer Hernández Jaimes, la Segunda Princesa Vanessa Domínguez Field y la Tercera Princesa, María Fernanda Betancurt Moreno.
En el desfile benéfico, que se realizó el 22 de abril en el Hyatt Regency Hotel de Miami, la Señorita Colombia y su corte real lucieron trajes artesanales, traje de baño y traje de gala con el fin de recaudar fondos para apoyar a «Funvivir», entidad sin ánimo de lucro ubicada en Cartagena, la cual trabaja por el bienestar de los niños con cáncer y sus familias.

### Miss Universo 2017
Durante el Miss Universo 2017 realizado en el Planet Hollywood Resort and Casino, Las Vegas, Nevada, Laura González se perfilaba como una de las grandes opcionadas a ganar la corona entre las 92 naciones y territorios autónomos que competían por el título que ostentaba la francesa Iris Mittenaere. El vestido usado en la noche final fue elaborado por el diseñador momposino Hernán Zajar. Al finalizar la 66.ª edición del certamen, Laura obtuvo el segundo puesto, quedando como primera finalista, logrando así que Colombia por cuarto año consecutivo estuviera en el top 3. La ganadora fue Demi-Leigh Nel-Peters representante de Sudáfrica.

## Filmografía

### Televisión
| Año       | Título                                | Personaje                                 | Canal              |
| --------- | ------------------------------------- | ----------------------------------------- | ------------------ |
| 2025      | Nuevo rico, nuevo pobre               | Fernanda Sanmiguel Puchana                | Caracol Televisión |
| 2024      | Klass 95                              | Andrea Vanessa López Sepúlveda            | Caracol Televisión |
| 2021      | Enfermeras                            | Ella misma                                | Canal RCN          |
| 2019      | Decisiones: Unos ganan, otros pierden | Patty Sandí                               | Telemundo          |
| 2019      | Bolívar                               | Rosita Campuzano                          | Caracol Televisión |
| 2019      | Los Briceño                           |                                           | Netflix            |
| 2018-2019 | Maria Magdalena                       | Muchacha ciega                            | Azteca 7           |
| 2017-2018 | La Cacica                             | Cecila Cotes Monsalvo «La Chechi» (Joven) | Caracol Televisión |
| 2016-2019 | Tu voz estéreo                        | Varios personajes                         | Caracol Televisión |
| 2016      | Bloque de Búsqueda                    | Juliana                                   | Canal RCN          |

### Reality
| Año       | Título                           | Rol                        | Canal     |
| --------- | -------------------------------- | -------------------------- | --------- |
| 2024-     | Noticias RCN (Sección Farándula) | Presentadora               | Canal RCN |
| 2023      | MasterChef Celebrity             | Participante               | Canal RCN |
| 2021      | Miss Universo 2021               | Presentadora - transmisión | Canal RCN |
| 2021      | Miss Universe Colombia 2021      | Presentadora               | Canal RCN |
| 2021-2022 | Factor X                         | Presentadora               | Canal RCN |

### Cine
| Año  | Título  | Personaje           |
| ---- | ------- | ------------------- |
| 2021 | Destiny | Christina Hernandez |

## Premios y nominaciones

### Premios India Catalina
| Año  | Categoría                               | Telenovela o Serie | Resultado |
| ---- | --------------------------------------- | ------------------ | --------- |
| 2018 | Mejor actriz o actor revelación del año | La Cacica          | Nominada  |